# Sæterbebyggelse
En sæterbebyggelse er en bebyggelse med flere sætere, tilhørende forskellige gårde og med forskellige ejere. 
At sæterne ligger samlet i en bebyggelse og ikke spredt enkeltvis i terrænet skyldes flere faktorer. Geografien kan gøre det begrænset, hvilke arealer, som egner sig til bebyggelse, og et græsningsareal kan med fordel udnyttes i fællesskab.
Bygningerne i sæterbebyggelserne i er i dag præget af, at sæterdrift med malkekøer er ophørt for mange årtier siden. Sæterbygningerne, hvis de stadig findes, benyttes i dag som fritidshuse, og eventuelle bygningerne for husdyrdrift er oftest revet ned. Nogle tidligere sæterbebyggelser er i dag forvandlet til hyttebyer og højfjeldsturisme.
Et eksempel på tidligere sæterbebyggelser er Nordseter ved Lillehammer, Norge.